# Гуревич, Симон Борисович
Симон Борисович Гуревич (8 мая 1920, Орёл, Российская СФСР, СССР) — советский и российский учёный-физик, специалист в области оптики, спектроскопии, доктор физико-математических наук, профессор, академик Национальной академии наук Киргизской республики.

## Биография
Симон Борисович родился 8 мая 1920 года в городе Орёл. Отец работал в области детского образования, а мать была домохозяйкой. В 1925 году семья переехала в Ленинград, где в 1938 году Гуревич окончил школу и поступил в Ленинградский институт инженеров железнодорожного транспорта. Уже летом 1939 года перевёлся на физический факультет Ленинградского государственного университета, в котором проучился всего два года. В 1941−1942 годах работал на Соликамском магниевом заводе, а с 1942 по 1944 года был старшим техником Ленинградского института металлов в городе Пермь. В 1945 году окончил физический факультет ЛГУ и продолжил работу в аспирантуре. В 1948 году защитил кандидатскую диссертацию и стал ассистентом физического факультета университета.
В 1949−1950 годах участвовал в работах по атомному проекту СССР в Челябинске-40 сначала в должности старшего научного сотрудника, а затем начальника лаборатории. С 1959 года по настоящее время  Симон Борисович работает в ФТИ им. А. Ф. Иоффе. В 1964 годах Гуревич защитил докторскую диссертацию и в 1968 году. Симон Борисович Гуревич руководил более чем тридцатью аспирантами. С 1966 по 1988 год учёный руководил лабораторией «Оптоэлектроники и голографии», а с 1988 года работает в должности советника и главного научного сотрудника этой лаборатории.

## Награды
Награждён Орденом Дружбы Народов, двумя золотыми и двумя серебряными медалями ВДНХ. В 2000 году Симону Борисовичу была присвоена премия им. Б.П. Константинова.